# Pachydactylus rangei
Pachydactylus rangei är en ödleart som beskrevs av  Andersson 1908. Pachydactylus rangei ingår i släktet Pachydactylus och familjen geckoödlor. Inga underarter finns listade i Catalogue of Life.
Denna geckoödla blir ungefär 12,5 cm lång. Den har genomskinlig hud som varierar i färgen mellan rosa och ljusbrun. Svartaktiga ställen bildar olika mönster. Undersidan är krämfärgad. Exemplaren kan tappa svansen och den återskapas. Arten har hud som liknar simhud mellan bakfötternas tår.
Arten förekommer i västra Namibia vid havet och i angränsande regioner av Angola och Sydafrika. Den lever i låglandet och i kliiga landskap upp till 400 meter över havet. Exemplaren vistas i sanddyner och öknar. De är nattaktiva och gräver för dagen tunnlar. Honor lägger ägg.
För beståndet är inga hot kända och hela populationen bedöms som stor. IUCN listar arten som livskraftig (LC).
Flera exemplar fångas och hölls som terrariedjur. Arten rekommenderas inte för nybörjare.